# فاكوندو كاردوزو
فاكوندو كاردوزو (بالإسبانية: Facundo Cardozo)‏ (6 أبريل 1995 ببوينس آيرس في الأرجنتين - ) هو لاعب كرة قدم أرجنتيني في مركز الدفاع. شارك مع منتخب الأرجنتين تحت 17 سنة لكرة القدم ومنتخب الأرجنتين تحت 20 سنة لكرة القدم. أما مع النوادي، فقد لعب مع فيليز سارسفيلد ونادي بوليفار.

## روابط خارجية
- فاكوندو كاردوزو على موقع قاعدة بيانات كرة القدم.إي يو (الإنجليزية)
- فاكوندو كاردوزو على موقع Soccerway.com (الإنجليزية)